# آودان
آودان (به لاتین: Aodan) یک منطقهٔ مسکونی در افغانستان است.